# María Bashkirtseff
María Bashkirtseff (en ucraniano: Марія Костянтинівна Башкирцева; Gavrontsy, Ucrania  11 de noviembre de 1858 - París, 31 de octubre de 1884), también conocida como Marie Bashkirtseff, fue una escritora famosa por su diario íntimo, pintora y escultora francesa nacida en Gavrontsy, Imperio ruso, (hoy Ucrania).

## Vida y obra
Nacida María Konstantínovna Bashkírtseva en la hacienda Gavrontsi (hoy distrito de Dykanski cerca de Poltava y en aquella época parte del Imperio ruso). Era hija del decano de la nobleza, Konstantín Bashkírtsev, y nieta del general Pável Grigórievich Bashkírtsev. Creció en el extranjero, viajando con su familia materna (su madre era María Babánina y su abuela, la francesa Julie Cornelius) a través de Europa, hasta que se instaló definitivamente en Francia. Aunque su idioma natal fue el ruso, escribió sus diarios en francés, lengua que hablaba a la perfección; dominaba también el inglés y el italiano. Aprendió asimismo el latín (como lo demuestran las múltiples citas que utiliza en su Diario) y el alemán lo suficiente como para leer el Fausto de Goethe y apreciar alguna opereta de Offenbach.
Interesada en la literatura, estudió a los autores clásicos y contemporáneos; practicó la música pero luego se dedicó a las artes plásticas. Sobre su multifacético talento, ella misma comentó: 

¿Quién les dijo que soy una artista pintora?… Puesta en otro camino habría llegado al mismo punto a fuerza de inteligencia y de voluntad, salvo en matemáticas. Pero la música me apasiona y compongo fácilmente. Entonces, ¿por qué la pintura? (10 de junio de 1883)

 Desarrolló una meteórica carrera en la pintura y dio unos primeros pasos en la escultura, que consideraba su verdadera vocación. Sin embargo, como decía ella, su talento innato estaba en la escritura. 

«Desde hace poco comprendo la pintura y eso después de algunos estudios y esfuerzos reales, mientras que a la literatura la he abarcado al instante, desde que he leído he discernido lo bello… y lo malo, y todo eso con cualquier cosa que cae ante mis ojos, los folletines incluso, cuando los recorro veo inmediatamente el esfuerzo, el oficio, el talento que lo atraviesa, los hilos, ¿comprenden ustedes?, yo atrapo la trama del oficio de escribir igual que Breslau debe hacerlo con la pintura.» (5 de diciembre de 1882)

Murió de tuberculosis a los veinticinco años, cuando sus pinturas ya la estaban haciendo famosa. Su Diario, al que Simone de Beauvoir consideró "un modelo en su género", publicado en 1887 (reducido y censurado por su madre, como se descubrió mucho después, quien incluso le cambió el año de nacimiento a 1860 en lugar de 1858) y rápidamente convertido en best seller a nivel mundial, permite seguir la trayectoria de su breve existencia consagrada a las artes, que no fue más que el prólogo a una vida creativa que no tuvo lugar, y su voluntad inquebrantable ante una enfermedad que, por entonces, conducía irremisiblemente a la muerte. Pasó la última cuarta parte de su vida sabiéndose condenada. En aquella época la tuberculosis era una enfermedad para la que no quedaba más que la resignación: María Bashkirtseff moría lentamente mientras Koch descubría el bacilo causal; sin duda el vacío pleural estaba obliterado cuando Forlanini instituye el neumotórax artificial; estaba condenada a la invalidez y a la muerte antes de que Roetgen descubriera los rayos X; había agotado sus reservas físicas antes de que la internación en el sanatorio hubiera demostrado su valor decisivo. 

El conde y la condesa Kessler nos vinieron a visitar. La condesa se va, de los pulmones. Yo estaré así a los treinta años. Es triste. (25 de noviembre de 1883)

 Fue, en ese sentido, durante la primera mitad del siglo XX, un paradigma universal de vida y de valor ante la muerte, al punto que, por ejemplo, durante la Segunda Guerra Mundial, muchos estudiantes japoneses, reclutados por el ejército, portaban un ejemplar del Diario de Marie Bashkirtseff en su derrotero hacia el frente de batalla.

Hoy, madame Nachet me trajo un bouquet de violetas. La recibí como a todo el mundo porque, a pesar de la fiebre que no me abandona desde hace quince días y de una congestión pulmonar del lado izquierdo, alias tuberculosis, y de dos vesicatorios... yo no capitulo. (29 de noviembre de 1881)

 Dos o tres años antes de su muerte sus pinturas y su nombre comenzaron a ser conocidos por el público. Artículos sobre sus trabajos comenzaron a aparecer tanto en Francia como en Rusia. 

 El artículo del «Nuevo tiempo» [de San Petersburgo] fue reimpreso en todos los diarios rusos. Vaya una gran repercusión.(13 de julio de 1883)

En 1885, un año después de su muerte, el Estado francés adquirió su pintura Le meeting para el museo de Luxemburgo. Al año siguiente, luego de una exposición de sus obras en Ámsterdam, el gobierno holandés adquirió su óleo Portrait d'Alexandrine para el Rijksmuseum. En 1887 fue publicado con gran éxito su Diario en Francia y poco después se lo comenzó a traducir y editar en distintos idiomas. Después de descubierto los originales en la Biblioteca Nacional de Francia, fue publicado en 2005 el texto íntegro en 16 volúmenes (Cercle des amis de Marie Bashkirtseff, París).

## La música
Tocaba el piano, el arpa, la guitarra y la mandolina. Al piano Marie le dedicaba varias horas por día durante varios años, su repertorio —las Sonatas de Beethoven, el Concierto para piano y las Canciones sin palabras de Mendelssohn, los nocturnos de Chopin— es el propio de una pianista profesional. 

«Pues bien, me basta escuchar una obra maestra como la marcha de Chopin, por ejemplo, o la de Beethoven, para sentirme atrapada, poseída por el deseo de tocarla en unos días, en dos o tres días y, dedicándole apenas una hora por día, llego a ejecutarla absolutamente bien, tan bien como cualquiera, como Dusautoy, que es primer premio del Conservatorio y que practica. Y con una convicción que él no tiene ni tendrá jamás». (27 de abril de 1883)

 Obsesionada desde adolescente por alcanzar la gloria artística, proyectó una carrera de cantante. Era una mezzo-soprano profunda, con el diapasón de casi tres octavas, como María Callas poco más o menos un siglo más tarde.

«Hoy Falcciotti me hizo cantar todas mis notas. Tengo tres octavas menos dos notas. Se mostró maravillado» (20 de enero de 1876)

 Una faringitis crónica, primer signo de la tuberculosis, desbarató esas aspiraciones.

## La pintura
María decidió entonces dedicarse profesionalmente a la pintura, elección casi escandalosa para una joven en la época en que vive: "No conviene ensuciarse los dedos", le dijo su padre. Sin embargo, para realizarse, estaba dispuesta a trasgredir las normas sociales. Ingresó en la Académie Julian, una de las pocas en Europa que aceptaba estudiantes mujeres, quienes podían trabajar allí directamente con modelos desnudos (trabajaban jóvenes alumnas venidas incluso de los Estados Unidos), y donde los profesores les proporcionaban las mismas enseñanzas que a sus condiscípulos masculinos. Una de sus condiscípulas fue Louise Catherine Breslau, a quien María consideraba como su única rival. María Bashkirtseff sorprendió a sus maestros conformistas, tanto por su manera sólida, casi brutal, como por sus elecciones temáticas: optando por un mundo personal y original, fue la pintora de la calle, de sus miserias, de sus párvulos, de los cuales está lejos de entregar una visión edulcorada.

## Su obra
Produjo una obra importante, teniendo en cuenta su breve existencia (murió poco antes de cumplir veintiséis años). En 1885, la Asociación de Mujeres Pintoras y Escultoras de Francia organizó una exposición póstuma en dos salas del Palacio de la Industria, en la que se exhibieron doscientos veinticuatro obras: cien pinturas, seis pasteles y ciento dieciocho dibujos. En esa oportunidad, el Estado adquirió la pintura Le meeting, expuesto en el Museo de Orsay, uno de sus cuadros más conocidos junto a L'Académie Julian (sus compañeras artistas durante el trabajo; ella misma aparece sentada en primer plano) que se encuentra en el Museo de Bellas Artes de Dnipropetrovsk.
Pese al renombre que había adquirido en Francia, el estado imperial ruso no se interesó por la obra de Marie Bashkirtseff. En 1908, después de infructuosos tratos con el museo Alejandro III (hoy Museo Estatal Ruso) para que este adquiriese sus cuadros, la madre terminó por hacerle donación de la herencia artística de su hija: un centenar de pinturas, 3 esculturas y más de cuarenta dibujos. En 1929, ya en la época soviética, la mayor parte de su esta colección fue trasladada a museos ubicados en Ucrania y desapareció durante la evacuación de las ciudades ante la invasión alemana en la Segunda Guerra Mundial. Lo que quedó en territorio soviético después de la guerra se reducía a cerca de veinte pinturas y un pequeño número de dibujos.
En la actualidad podemos encontrar las obras de Marie Bashkirtseff en el Museo Estatal Ruso de San Petersburgo (ocho óleos y trece dibujos); el de Bellas Artes de Niza Jules Chéret (diez óleos, cuatro dibujos y la escultura de una mano); en el Louvre, dos dibujos; en el de Orsay (una escultura, una pintura y dos pasteles); el Petit Palais (una pintura y dos dibujos) y el mausoleo de Marie Bashkirtseff en el cementerio de Passy (un óleo inconcluso). Hay algunas otras obras suyas también en Ucrania —en los museos de arte de Sumy, Járkov, Dnipropetrovsk— y en Rusia, en la moscovita Galería Tretiakov. además, tienen un óleo la biblioteca Newberry de Chicago, la Pinacoteca Nacional (museo Soutzos) de Atenas, el Museo nacional de bellas artes de Argel y la Galería de Arte Hamilton, Ontario, Canadá. Muchas de sus obras se conservan en colecciones particulares y de tanto a tanto salen a la luz (por ejemplo, Muchacha leyendo “La cuestión del divorcio”, de 1880, su primera obra presentada en el Salón de París, fue subastada en Sotheby’s en 2012 y adquirida por la Fundación rusa «Renacimiento de la memoria de Marie Bashkirteff» para su museo en Poltava, Ucrania; en 2014 fueron subastados varios de sus dibujos en territorio francés).

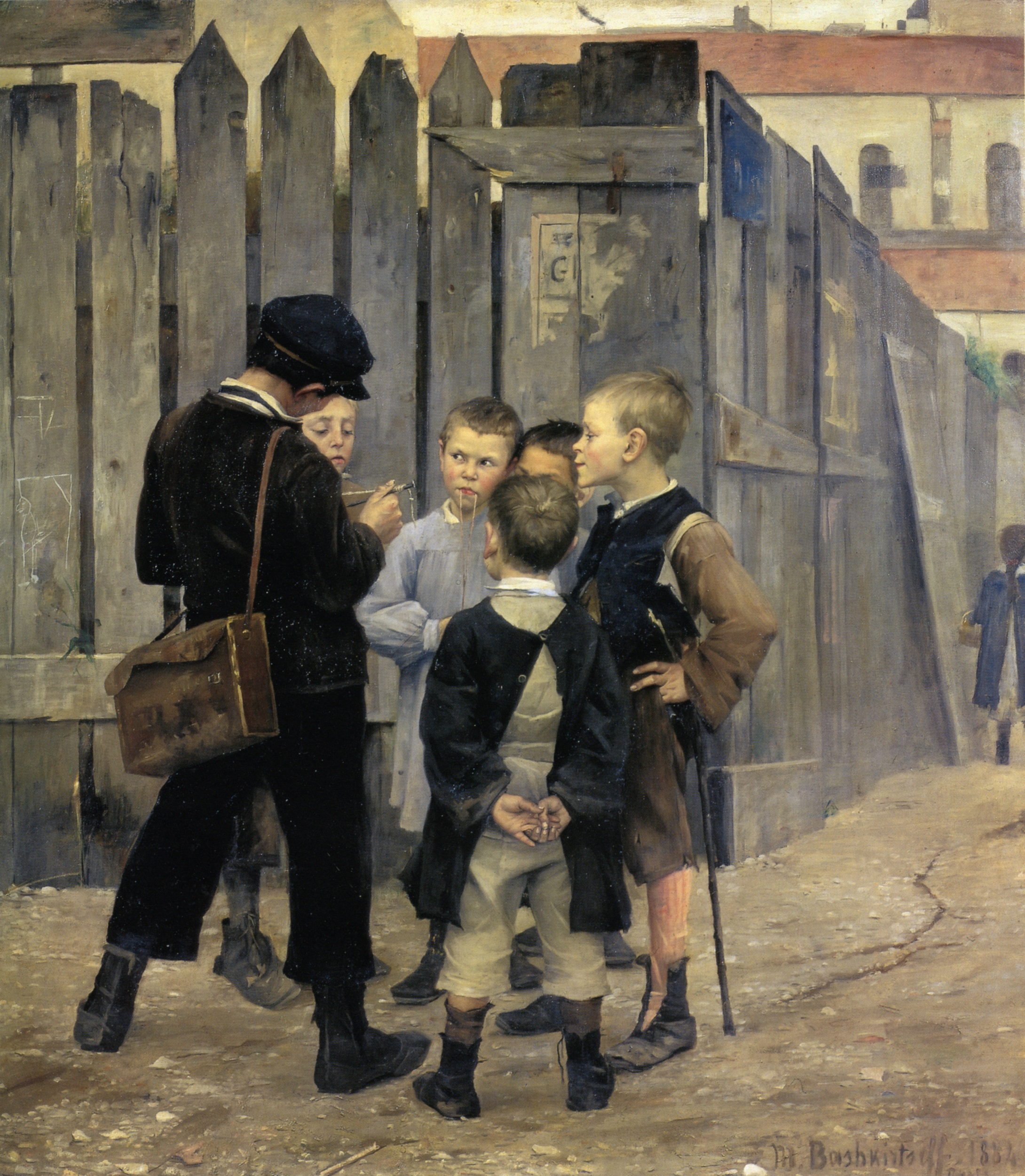
Le Meeting, 1884. Museo de Orsay.

## El mito y la realidad
A los 15 años, María Bashkirtseff comenzó a escribir su diario íntimo, redactado en francés, al que le debe mucho de su celebridad. Sus cartas, sobre todo una correspondencia con Guy de Maupassant, fueron publicadas en 1891. Este intercambio epistolar, tanto como las diferentes ediciones del Diario publicados entre 1887 y 1980, fueron muy edulcorados por la familia. La primera edición del diario, aparecida en 1887 y rápidamente convertida en best-seller mundial, fue resultado de una arbitraria selección de textos llevada adelante por su madre y editada con el auxilio del poeta y dramaturgo André Theuriet, quien logró que la editorial Charpentier publicase la obra en dos tomos, aunque estos solo abarcaban un tercio del volumen total. En ella se muestra una familia ejemplar, cuando su realidad distaba mucho de ello: un tío borracho, pendenciero, rodeado de escándalos y perseguido siempre por la policía, tanto en Rusia como en Francia; un juicio que duró diez años por defraudación (y hasta sospechas de asesinato) en Rusia, affaire por el cual se habían hecho de la fortuna que les permitió emigrar y radicarse en Francia y que solo se resolvió mediante un chantaje al juez; una María Bashkirtseff prácticamente adolescente (se falseó por dos años su fecha de nacimiento para ocultar que sus padres la habían concebido antes del matrimonio), descarnada, casta y pura. La imagen de una Marie Bashkirtseff adolescente se asentó a tal punto que incluso desde la óptica científica fue abordada desde ese ángulo. Pero ¿era realmente una adolescente esa joven mujer de veintiséis años, con su voluntad de hierro que se imponía rigurosamente un objetivo: la gloria? ¿Era una adolescente aquella que jamás se quejó de su enfermedad y que dejó como testimonio de sus sufrimientos una sola frase: "Me es difícil subir las escaleras"?. Esta edición de 1887 es la que se reeditó hasta fines del siglo XX.

## La verdadera María Bashkirtseff
Lo que confió a su Diario, día tras día, y que fue censurado tan cuidadosamente, fueron todas sus emociones, verdaderas pero también sus impulsos, sus gestos, hasta sus deseos. En el crepúsculo de un siglo solemne, en el que las chicas habían aprendido a no hablar más que de su corazón, María habló de su cuerpo. Al respecto, su biógrafa Colette Cosnier, luego de leer el original, apuntó: "Hojeo el manuscrito de su Diario, los ochenta y cuatro cuadernos y cuadernillos escritos de su puño y letra y mi emoción se trueca en estupor, en dolor, en cólera. Detrás de la heroína rosa de biblioteca aparece una mujer que vive, que ama, que crea; detrás de la criatura angelical y descarnada hay un cuerpo de mujer que grita sus deseos. Una mujer víctima de un destino distraído que la hizo nacer cientos de años demasiado temprano, una mujer prisionera de su tiempo, una mujer de nuestro tiempo". La versión completa, publicada en francés en 16 tomos (2005), ha sido traducida al español.

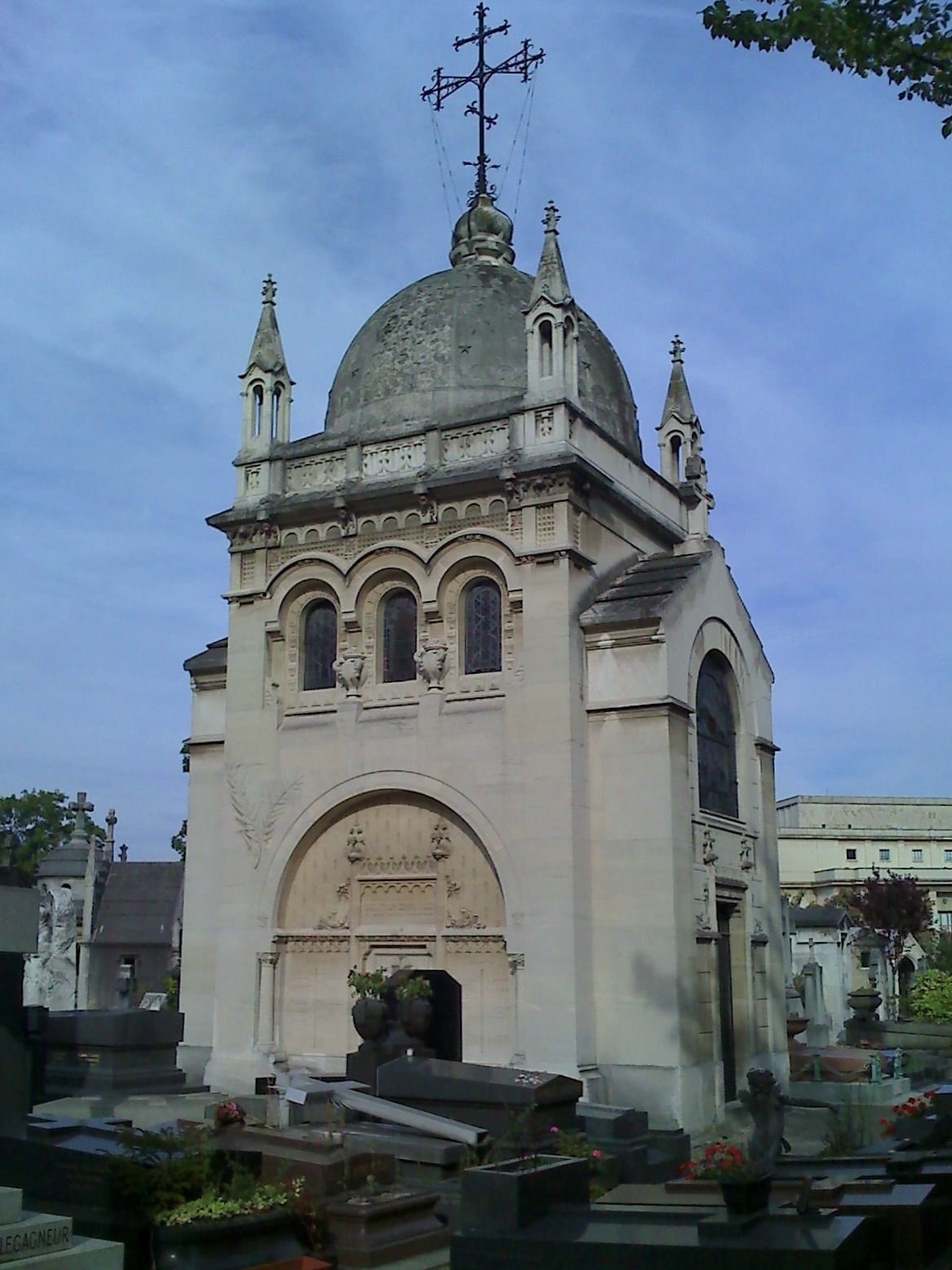
La tumba de María Bashkírtseva.

Muerta de tuberculosis a los 25 años, María Bashkírtseff tuvo tiempo de dejar su marca intelectual en el París de los años 1880. Feminista, bajo el pseudónimo Pauline Orell, financió y contribuyó con varios artículos a la revista La Citoyenne del movimiento feminista Les droits des femmes que conducía Hubertine Auclert en 1881.
Algunos meses antes de la muerte, entreviendo que no sobreviviría a la enfermedad, inició una relectura de su Diario, cuya particularidad es la redacción en segunda persona, dirigido a sus lectores de la posteridad: 

Pero, bueno, no tengo con quien charlar… Sólo ustedes, adorados lectores, pero un espacio de cincuenta años nos separa y, decididamente, eso no favorece la comunicación… La charla languidece. Buenas noches. (8/9/79)

, y agregó una suerte de introducción en mayo de 1884: 

Si fuese a morir así, súbitamente, tal vez no conocería el peligro, me lo ocultarían... y no quedaría nada de mí... nada... ¡nada!... como si no hubiese existido jamás... Si no vivo lo suficiente para ser ilustre, este diario será interesante; siempre es curiosa la vida de una mujer, día a día, como si nadie en el mundo debiera leerla pero también con la intención de ser leída.

 Falleció el 31 de octubre de 1884. 
Fue sepultada en el Cementerio de Passy en París. Su tumba, una pequeña capilla de estilo ruso diseñada por Emile, arquitecto y hermano de su amigo el pintor Jules Bastien-Lepage, que reproduce en su interior el estudio de la artista en proporciones reales, ha sido declarado monumento histórico.

## SuDiario
María Bashkírtseff describía y analizaba todos sus sentimientos en su Diario. Las entradas comienzan con largos e insignificantes detalles; después, el tono cambia gradualmente y aparecen textos exhibiendo confesiones, deseos y ambiciones más íntimos de una manera sincera, sin afectación ni convencionalismos. El estilo es a menudo impertinente, audaz, con términos familiares, evidencia de una educación un tanto desordenada durante una infancia marcada por los viajes continuos habituales de numerosas familias rusas de clase alta y la frecuentación de ambientes cosmopolitas.

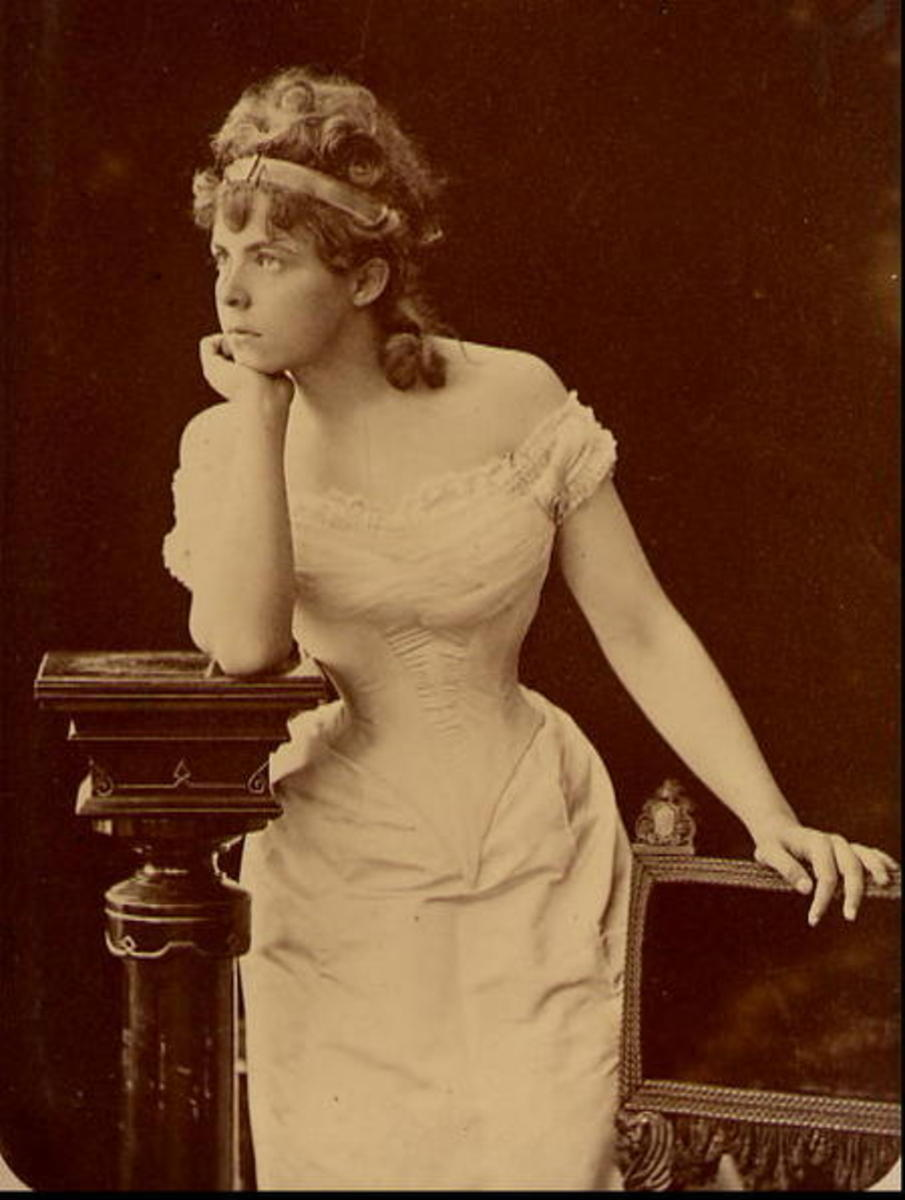
María Bashkírtseff.

El texto del Diario es muy variado en cuanto a género y puede ser considerado como una hilera ininterrumpida de partes de una unidad indivisible: cuadros psicológicos de las costumbres de la calle en Francia y en Rusia, reflexiones religiosas y filosóficas, estudios psicológicos y observaciones sobre las personas de su entorno, transformados de una manera mágica en personajes literarios inmortales, a decir de Colette Cosnier, como sacados de las páginas de Fiódor Dostoievski. Los últimos años de su vida, María dedica bastantes páginas a los acontecimientos políticos en Francia, plasma retratos verbales de personalidades públicas de la época. El léxico rico, la plasticidad de las imágenes y el carácter natural de los diálogos testimonian el talento literario de Bashkírtseff. Escribe su Diario sin y, paradójicamente, los dibujos están casi ausentes; tampoco hay correcciones.
En la página del 3 de julio de 1876 se puede leer: 

Este pobre Diario que contiene todas estas aspiraciones hacia la luz, todos estos impulsos habrán de considerarse como arranques de un genio aprisionado si el final fuese coronado por el éxito, ¡pero serán vistos como delirios vanidosos de una criatura banal si termino enmoheciéndome eternamente! ¡Casarme y tener hijos! ¡Pero cada lavandera puede hacer otro tanto! A no ser que encuentre un hombre civilizado y lúcido o débil y enamorado. Pero ¿qué es lo que yo quiero ? Vosotros lo sabéis bien. ¡Yo quiero la gloria! No es este Diario el que me la otorgará. Este Diario no será publicado más que después de mi muerte, porque yo estoy aquí demasiado desnuda para mostrarme en vida. Por otra parte, no será más que el complemento de una vida ilustre.

La preocupación obsesiva por dejar algo detrás de ella está siempre presente, teñida de sus creencias religiosas y místicas. Los escritos poseen cierto poder evocador. Le constaba su origen aristócrata; era plenamente consciente de su atractivo y del esplendor de su voz, y soñaba con ser una cantante ilustre. Sella con Dios y con la Virgen ingenuos pactos prometiendo, a cambio de los triunfos mundanos que ella ambiciona, limosnas y peregrinajes. Aparenta necesitar preocupaciones que mantengan la actividad de su espíritu: se entusiasma con la idea de reconciliar a sus padres y de seducir a su padre, de quien posee una imagen amedrentadora.

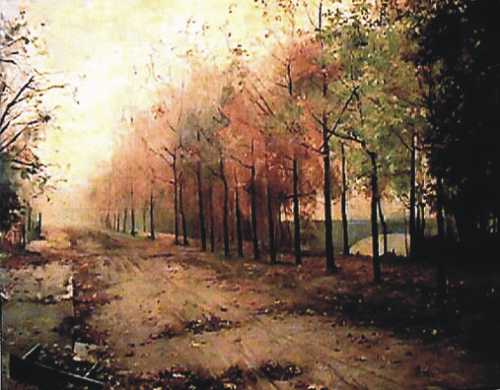
Automne, 1883. Museo Estatal Ruso.

Sin embargo, el arte comienza a interesarle por sobre todas las cosas: «A los veintidós años, seré célebre o difunta», escribe. Cuando los médicos le prohíben el canto, se vuelca en el dibujo y la pintura en el taller del maestro Julian, donde estudia y experimenta alegrías y decepciones. Se desconsuela de no ser más que una mujer. Por otra parte se emociona por todo aquello que es elevado y por las pequeñas realidades de la vida: 

Es una naturaleza desafortunada la mía : yo querría una armonía exquisita en todos los detalles de la existencia. A menudo, las cosas que pasan por elegantes o atractivas me chocan por yo no sé que falta de arte, de gracia particular... ¿Naderías? Todo es relativo, y si una espina nos hiere tanto como un puñal, ¿qué queda por decir a los sabios?

En compañía de una amiga ingresa, bajo un falso nombre, en una sociedad por los derechos femeninos. Rinde culto a ciertas personalidades políticas o literarias. Exhibe terror a lo trivial. Confiesa que se aburre en este mundo y detesta la solemnidad estirada de ciertos salones. Frecuenta relaciones ausentes de lealtad y de franqueza, y traza algunos retratos de un sabor vivo y audaz de esos personajes de París.
Aspira a una celebridad que ve verdaderamente posible, aunque se muestre siempre severa consigo misma, y aunque las alabanzas huecas la ofendan. Ella contempla su nombre desde el punto de vista de la gloria: 

¡María Bashkírtseff! ¿Qué es lo que sugiere?... Suena como algo extraño, atormentado, no es que no prometa un relativo resplandor: tiene cierta prestancia, sonido, orgullo, pero es entrecortado y confuso.

 Describe su terror cuando percibe que, debido a su enfermedad, oye cada vez menos, y sus ataques de nervios: 

Mi trabajo sufre por eso, yo pinto todo estando devorada por aprehensiones quiméricas. Me imagino cantidad de horrores. Me ocurre que despierto sobresaltada y corro al otro lado del jardín, como una loca.

 Y sus prisas por acumular el máximo de sensaciones posible: 

Me parece que nadie ama todo tanto como yo: artes, música, pintura, libros, mundo, vestidos, lujo, ruido, calma, risa, tristeza, melancolía, bromas, humor, frío, sol... adoro y admiro todo... Todo se presenta para mí bajo aspectos interesantes o sublimes: yo querría verlo todo, tenerlo todo, abrazarlo todo, confundirme con todo...

 Hacia el final, piensa en la muerte constantemente.

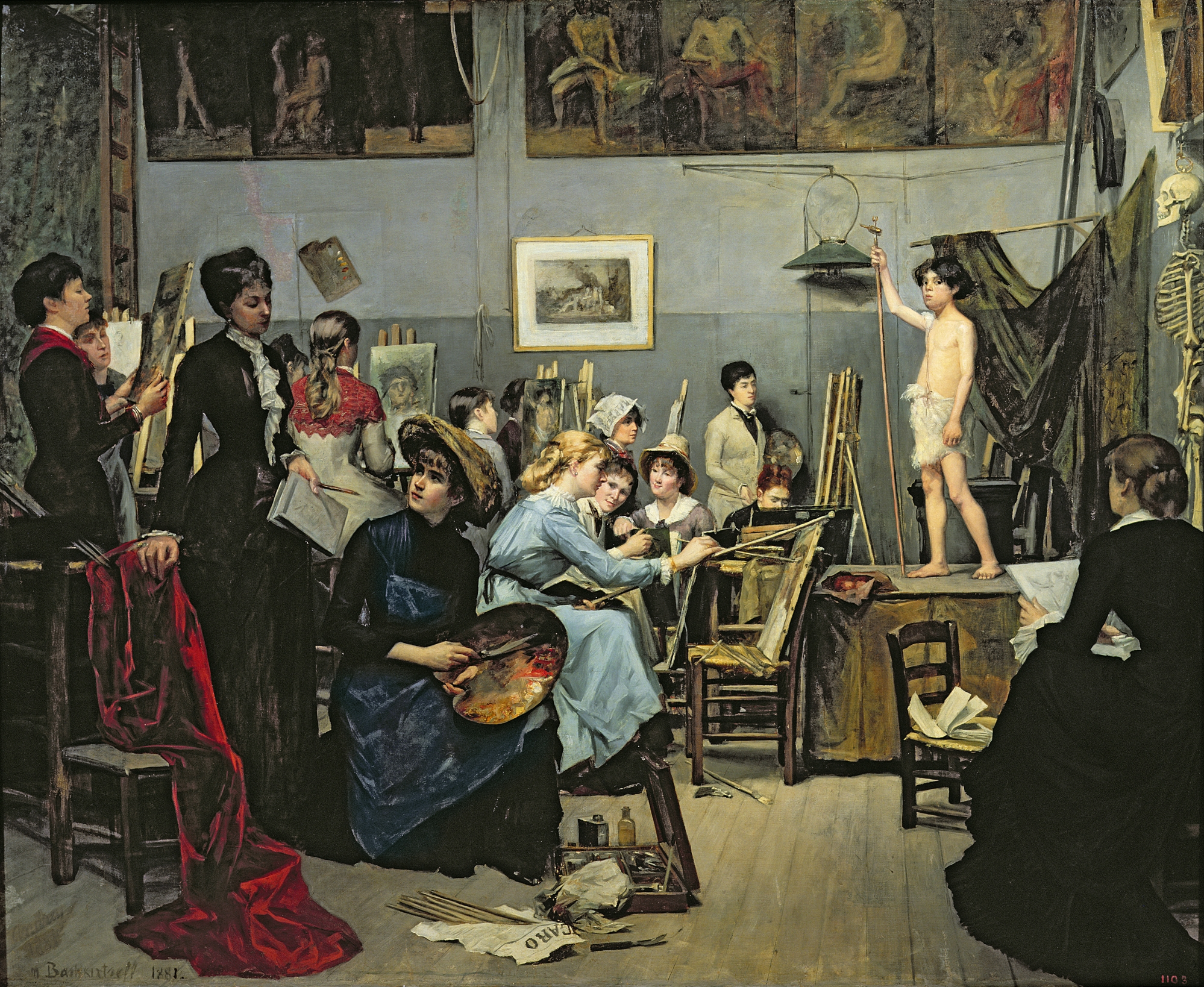
L'Académie Julian, 1881. Museo de Bellas Artes de Dnipropetrovsk.

El «Cercle des amis de Marie Bashkirtseff» (Círculo de Amigos de Marie Bashkírtseff) completó en 2005 una versión completa del Diario, sumando 16 volúmenes de aproximadamente 300 páginas cada uno; más tarde publicó una selección de textos de los 16 tomos estructurado por temas. En 1999 apareció el primer tomo de otra edición que incluye anotaciones y comentarios sobre los personajes y la realidad de la época, producida por Lucile Le Roy para la editorial L'Âge d'Homme; abarca únicamente el periodo de 1877 a 1879 y tiene 1000 páginas (no ha aparecido ninguno de los restantes cinco tomos proyectados). Existe una biografía publicada por la profesora Colette Cosnier, Marie Bashkirtseff. Un portrait sans retouches (Ed. Pierre Horay, 1985) y una novela de Raoul Millé, Le roman de Marie Bashkirtseff, en la que el autor describe con bastante precisión la vida de la artista aunque inventa un romance entre esta y Maupassant (Ed. Albin Michel, 2004).

## Los hombres en su vida
Las primeras páginas de su Diario dan testimonio de un amor platónico pero exacerbado por el duque William Douglas Hamilton. Su primer flirteo había sido, a los doce años, el argentino Remigio González Moreno (el primogénito de la familia que dio nombre al pueblo que lleva su apellido en medio de la pampa argentina). Más tarde coqueteará con Emile d’Audiffret, dueño del castillo que dominaba su barrio en Niza (en 1878, un par de años más tarde, este nizardo emprenderá un periplo alrededor del mundo que dejará plasmado en un interesante diario de viaje reeditado en 2004). En Italia sostendrá una fogosa aventura con el conde Pietro Antonelli, sobrino de Giacomo Antonelli, el cardenal más poderoso de Roma (y quien, años más adelante, será un destacado diplomático en África), un frustrado proyecto de matrimonio con el conde Alessandro de Larderel y rechazará al conde Vincenzo Bruschetti, que le resultaba repelente. 

¿No es terrible que un hombre tan leal como Bruschetti me disguste tanto? Siempre recuerdo con placer esa noble frase suya en el momento en que, en respuesta a su pedido, le advertí que él no sabía nada de mí. En ese momento no le presté atención: —Mademoiselle —dijo—, es usted la que debería pedir referencias de mi persona. Es el marido quien aporta el apellido y la posición a la mujer. Yo la amo y para mí eso es suficiente.(19 de diciembre de 1876)

 También rechazará al conde Merjeewsky, polaco, al conde Multedo, al príncipe griego Soutzo, y al diputado francés Janvier de la Motte. Estuvo siempre rodeada de una cohorte de amigos-pretendientes, nobles y no tanto. Se enamorará profundamente del periodista y diputado bonapartista de extrema derecha Paul de Cassagnac, que habrá de ignorarla. Luego, serán proyectos de matrimonio solo para obtener la independencia que en aquella época le estaba vedada a cualquier muchacha soltera. 

Suspiro por la libertad de pasearse sola, de ir, de venir, de detenerse ante las vitrinas artísticas, entrar en los museos, pasearse al atardecer por las viejas calles, he ahí por lo que suspiro y he ahí la libertad sin la cual es imposible convertirse en un gran artista. ¿Ustedes piesan que se puede aprovechar lo que se ve cuando una va acompañada o cuando, para ir al Louvre, es preciso esperar su coche, su señorita de compañía o a su familia?... (2 de enero de 1879)

 Incluso piensa en sus amigos homosexuales. 

Esa sí que sería una bella existencia… ¡Como estar viuda!… (7 de octubre de 1883)

 En los últimos tiempos se interesa en su amigo, el escultor René de Saint-Marceaux (autor de su busto póstumo para el mausoleo de María. La familia quitó el mármol, cuyo paradero actual se desconoce; dos ejemplares están registrados en el Museo Rodin, uno en yeso y otro en terracota; un tercero, en mármol, forma parte de la colección Matsukata en el Museo Nacional de Arte Occidental de Tokio). Y también en su pintor más admirado, Jules Bastien-Lepage, naturalista como ella y a quien se suele citar, incorrectamente, como uno de sus maestros. En los últimos meses el vínculo se estrecha, pero ambos están moribundos, él de un cáncer de estómago; Marie lo visita en su lecho de enfermo y cuando ya no puede hacerlo, será Jules quien se acerque a ella, portado en andas como un niño. 

Estoy vestida con un revoltijo de encajes y de terciopelo, todo blanco pero diferentes tonos de blanco, los ojos de Bastién se dilatan de placer «¡Ah, si pudiese pintar!», dice. ¡Y yo!

 Marie Bashkirtseff morirá quince días después. Jules la sobrevivirá apenas un mes; su hermano, el arquitecto Emile Bastien-Lepage, se encargará de construir el mausoleo de Marie en el Cementerio de Passy, frente a la torre Eiffel, del otro lado del Sena.

## ¿Bashkirtseff o Bashkirtseva?

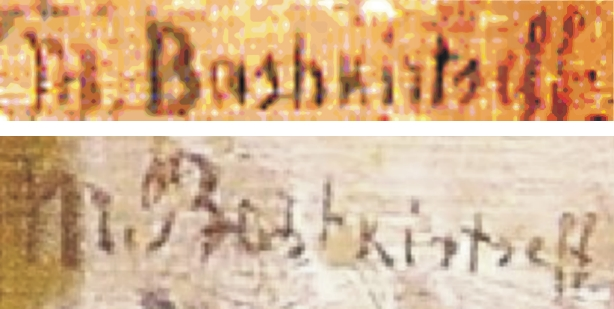
Firmas de Marie Bashkirtseff en sus pinturas

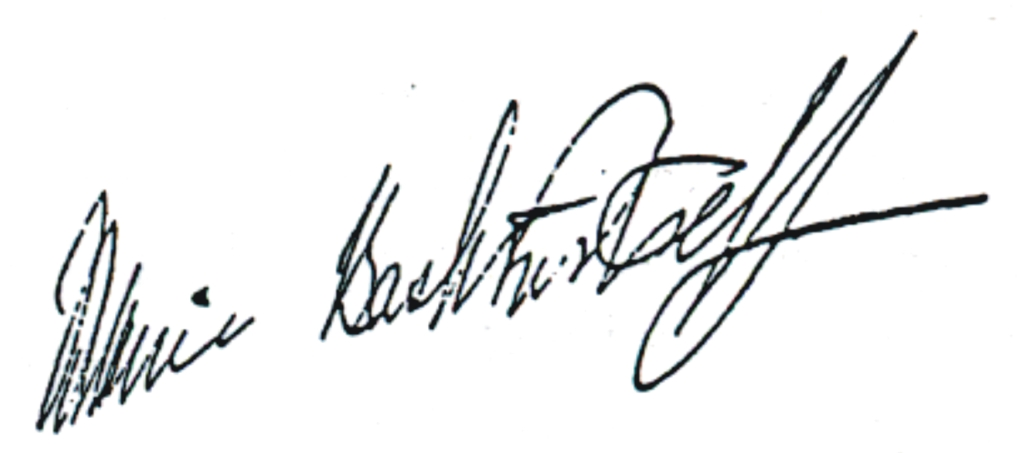
Firma de Marie Bashkirtseff

Puesto que su apellido es ruso, para quienes no conocen de la vida y la obra de María Bashkirtseff existe la tentación de feminizarlo con la lógica de que así se hace en Rusia. Pero en ese país vivió solo durante su infancia; pasó en Francia el resto de su vida y allí desarrolló su obra pictórica y escribió su Diario en francés. Ella firmaba sus cuadros «M. Bashkirtseff» (no Baskirtseva), y con esta transliteración figura en todos los museos que cuentan con obras suyas (a excepción de los rusos y ucranios, naturalmente). También así aparece escrito su apellido en las ediciones de su Diario en todos los idiomas de alfabeto latino, así como en todas las obras de ficción y de investigación, incluso en las publicaciones bilingües de la Fundación rusa «Renacimiento de la memoria de Marie Bashkirtseff». La calle que hay en Niza en su honor se llama rue Bashkirtseff y la medalla conmemorativa acuñada para el centenario de su muerte en 1984 por la Moneda de París, Marie Bashkirtseff. Por último, en su acta de defunción aparece como Bashkirtseff y este apellido está grabado en mármol en su mausoleo en el cementerio de Passy, en el busto póstumo que le hizo su amigo René de Saint Marceaux, en la escultura La inmortalidad de Léon Longepied (dedicado a los artistas, contemporáneos suyos, muertos en plena juventud).

## Obras
- Retrato de su prima Dina (futura condesa de Toulouse-Lautrec), 1833, pastel Museo de Orsay, Paris
- Le Meeting, 1884, Orsay
- Portrait de jeune femme, 1884, pastel Orsay
- La Douleur de Nausicaa, escultura en bronce, Orsay
- Autorretrato con paleta, 1882, Museo de Bellas Artes de Niza

### Diario
- Mon journal, Cercle des Amis de Marie Bashkirtseff, transcripción de Ginette Apostolescu, F. Paillard, Abbeville:

- 11/1/1873 - 10/8/1873. 1995. ISBN 2-9509213-0-2.
- 11/8/1873 - 1/1/1874. 1996. ISBN 2-9509213-1-0.
- 2/1/1874 - 4/7/1874. 1997. ISBN 2-9509213-2-9.
- 5/7/1874 - 2/4/1875. 1998. ISBN 2-9509213-3-7.
- 2/4/1875 - 25/9/1875. 1999. ISBN 2-9509213-4-5.
- 26/9/1875 - 23/1/1876. 1999. ISBN 2-9509213-5-3.
- 24/1/1876 - 9/5/1876. 2000. ISBN 2-9509213-6-1.
- 10/5/1876 - 16/8/1876. 2001. ISBN 2-9509213-8-8.
- 17/8/1876 - 3/2/1877. 2001. ISBN 2-9509213-2-9.
- 24/2/1877 - 25/9/1877. 2002. ISBN 2-9509213-9-6.
- 6/9/1877 - 22/6/1878. 2003. ISBN 2-9518398-0-4.
- 23/6/1878 – 25/4/1879. 2003. ISBN 2-9518398-1-2.
- 26/4/1879 - 2 /10/1880. 2003. ISBN 2-9518398-2-0.
- 3/10/1880 – 29/4/1882. 2003. ISBN 2-9518398-3-9.
- 30/4/1882 – 7/8/1883. 2003. ISBN 2-9518398-4-7.
- 8/8/1883 – 20/10/1884. 2003. ISBN 2-9518398-5-5.
- Mon Journal, Morceaux choisis, Cercle des Amis de Marie Bashkirtseff. 2012. ISBN 978-2-9518398-6-1.

- Journal 1877-1879, L'Âge d'Homme. 1999. ISBN 2-8251-1107-4.
- Extraits, Mercure de France, Paris. 2000. ISBN 2-7152-2196-7.

### Correspondencia
- Marie Bashkirtseff et Guy de Maupassant, Correspondance, Éditions Actes Sud, 2001